# Repolución
Repolución es el octavo álbum de estudio de la banda argentina de punk rock Bulldog.

## Descripción
Repolución es el octavo CD de la banda de punk rock rosarina Bulldog editado en 2009. El CD termina con un track oculto instrumental llamado "el secreto" solo con piano.

## Lista de canciones
1. Inmortalizar mi canto (H.Mantoiani)
2. Sueños de libertad (G.Tagliarini)
3. El secreto (H.Mantoiani)
4. El tiempo y las circunstancias (H.Mantoiani)
5. Vivir en paz (G.Tagliarini)
6. Mi lugar (H.Mantoiani)
7. Todo me sale mal (R.España)
8. Mi razón y mi existir (H.Mantoiani)
9. Mágico interior (G.Tagliarini)
10. Triste corazón (H.Mantoiani)
11. Tarde para recapacitar (G.Tagliarini)
12. El artista (R.España)
13. Momentos (H.Mantoiani)
14. Un final feliz (H.Mantoiani)
15. Voy a incendiarlo (H.Mantoiani)